# Savannah Churchill
Savannah Churchill, (Colfax, 1920. augusztus 21. vagy 1915. augusztus 21. – Brooklyn, 1974. április 19.) amerikai énekesnő, zongorista. Rhythm and blues énekesnő volt az 1940-es, -50-es években. Legismertebb száma az „I Want To Be Loved (But Only By You)” című R&B slágere volt.

## Pályafutása
Kreol szülőktől származik. Családja hároméves korában Brooklynba költözött. Gyermekkorában hegedült és a brooklyni St. Peter Claver Catholic Church and School  kórusában énekelt. A Brooklyn's Girls' High Schoolban érettségizett.
Az 1930-as, és -40-es Egyesült Államokbeli népszámlálásban őt és szüleit négerként tüntették fel, ahogyan akkoriban a louisianai kreolokat így jegyezték be. Savannah Churchill soha nem tagadta le afroamerikai származását, még akkor sem, amikor hírnevet szerzett, és olyan fekete kiadványokban szerepelt, mint a Jet magazin.
1939-ben otthagyta pincérnői állását az énekesi karrier kedvéért. A harlemi Small's Paradise-ban kezdett énekelni heti 18 dollárt keresve. Washingtonban a Crystal Caraverns együttessel lépett fel, utána pedig az Edgar Hayes zenekarával turnézott, 1941-ben.
Első felvételei − köztük a merész „Fat Meat Is Good Meat” című dal − 1942-ben jelentek meg a Beacon Recordsnál. Ezeket a következő évben a Capitol Recordnál készített felvételeket a Benny Carter Orchestrával, köztük első slágerével, a „Hurry, Hurry”-val.
1945-ben szerződött Irving Berman Manor Recordsjához, és abban az évben a „Daddy Daddy” a 3. helyre került az R&B listán. Két évvel később az „I Want To Be Loved (But Only By You)” című dallal az R&B lista élére került, és nyolc hétig vezette a listákat. A lemezt a The Sentimentalists vokálegyüttessel hirdették, akik hamarosan átnevezték magukat The Four Tunes-ra. A The Four Tunes-szal későbbi felvételei szintén sikeresek voltak (1948).
A szexszimbólum Churchill szerepelt a „Miracle in Harlem” (1948) és a „Souls of Sin” (1949) című filmekben. Ezekben a filmekben afroamerikai szereplők is vannak.
1949-től lemezeket készített a Regal Records, az RCA Victor és a Decca Records kiadókkal. A „Shake A Hand” később nagy sikert aratott Faye Adamsszal, és a Ray Charles Singersszel is. 
1952-re Churchill a harlemi Apollo Színház, a chicagói Regal Színház, a washingtoni Howard Színház és a londoni Palladium egyik legnagyobb jegypénztári sikerévé vált vált. 1953-ban Gospel dalokat adott ki a Decca Recordsnál. Turnézott a The Striders vokálegyüttessel, 1954-ben többek között Hawaiin is.
Churchill karrierje 1956-ban azzal ért véget, hogy amikor egy klub színpadán énekelt, egy részeg férfi ráesett egy erkélyről, súlyos sérüléseket okozva, amelyekből soha nem épült fel teljesen. Bár 1960-ban készített még néhány felvételt, és kiadta albumát, a „Time Out For Tears”-t, egészségi állapota jelentősen romlott, és 1974-ben tüdőgyulladásban meghalt.

## Album
- 1960: Time Out For Tears

### Lemezek
- 1945: Daddy, Daddy
- 1947: I Want to Be Loved (But Only by You)
- 1948: Time Out for Tears
- 1948: I Want to Cry
- 1951: (It's No) Sin
- 1953: Shake a Hand

## Filmek
- Miracle in Harlem (1948)
- Souls of Sin (1949)

## Fordítás
- Ez a szócikk részben vagy egészben  a   Savannah Churchill című angol Wikipédia-szócikk ezen változatának fordításán alapul.  Az eredeti cikk szerkesztőit annak laptörténete sorolja fel. Ez a jelzés csupán a megfogalmazás eredetét és a szerzői jogokat jelzi, nem szolgál a cikkben szereplő információk forrásmegjelöléseként.